# Burg Bederkesa
Burg Bederkesa ist eine Niederungsburg in Bad Bederkesa, einer Ortschaft der Stadt Geestland in Niedersachsen. Vor ihr befindet sich der Bederkesaer Roland.
Die heutige Burg Bederkesa besteht aus einem dreiflügeligen Schloss, dessen Bauten zwischen dem dritten Viertel des 15. Jahrhunderts und dem späten 16. Jahrhundert entstanden sind und weitreichende Umbauten im 18. Jahrhundert erfuhren. Die mittelalterliche Burganlage ist nicht mehr erhalten, sie lag auf einem künstlichen Hügel von max. 4 m Höhe im alten Seebereich des Bederkesaer Sees und wies zum Schluss einen Durchmesser von 70 m auf.

## Geschichte
Die Burg ist eine Gründung des möglicherweise ursprünglich edelfreien Geschlechts der Herren von Bederkesa. Um 1100 traten sie dann in die Ministerialität des Erzstifts Bremen ein. Marquard III. war der erste, der sich 1159 nach Bederkesa benannte. Die Familie baute sich ein eigenes Territorium auf, die Herrschaft Bederkesa. 1207/09 spaltete sich die Familie zuerst in drei, später in neun Linien.
Die Nennung von zwei festen Häusern und einer Unterburg in den Schriftquellen wird unterschiedlich gedeutet. Entweder wurde die Burg Bederkesa von der Familie Bederkesa im 13. Jahrhundert zu einer bedeutenden Anlage mit Ober- und Unterburg ausgebaut oder es ist in diesen Begriffen die nahe gelegene Wallburg Holzurburg einbezogen. Die Familie wurde von der Pest 1350 dezimiert. Als Folge übernahmen andere Parteien Besitzanteile an der Burg und Herrschaft Bederkesa. Die männliche Linie der Bederkesa starb kurz nach 1499 aus.
Im Verlauf der Mandelsloher Fehde wurde die Burg 1381 durch die Stadt Bremen eingenommen, die fortan die Hälfte von Burg und Herrschaft Bederkesa beanspruchte. Die andere Hälfte erwarb sie 1411 und wurde zum alleinigen Herrn der Burgen und Herrschaft Bederkesa. Diese behielt sie bis 1654.
1654 nahm der Feldherr Hans Christoph von Königsmarck die Burg für das schwedische Königshaus in Besitz. 1662 verpfändete die schwedische Königin Hedwig Eleonore den Besitz an ihren Feldmarschall, der die Wälle und Bastionen der Burg abtragen ließ. Die schwedische Herrschaft im Herzogtum Bremen-Verden endete 1712 mit dem Großen Nordischen Krieg.
1720 fiel die Burg an das Kurfürstentum Hannover. In der Folge wurde die Burg vielfach umgebaut, wie zum Beispiel durch den Abriss des halben Nordflügels 1793 und des Treppenturmes 1749. 1859 wurde das Amt Bederkesa aufgelöst und die Burg verlor ihre jahrhundertelange Funktion als Verwaltungssitz.
Die preußische Regierung (das Königreich Hannover war 1866 preußische Provinz geworden) verkaufte 1881 die Burg, sie wurde nun als Gastwirtschaft und Ausflugslokal genutzt.
Die inzwischen sehr verfallene Burg Bederkesa wurde 1975 vom Landkreis Wesermünde gekauft. Sie wurde vom Landkreis Wesermünde und ab 1977 vom Landkreis Cuxhaven komplett restauriert, dabei wurden auch der im 18. Jahrhundert abgerissene Nordflügel und der Treppenturm wieder aufgebaut.

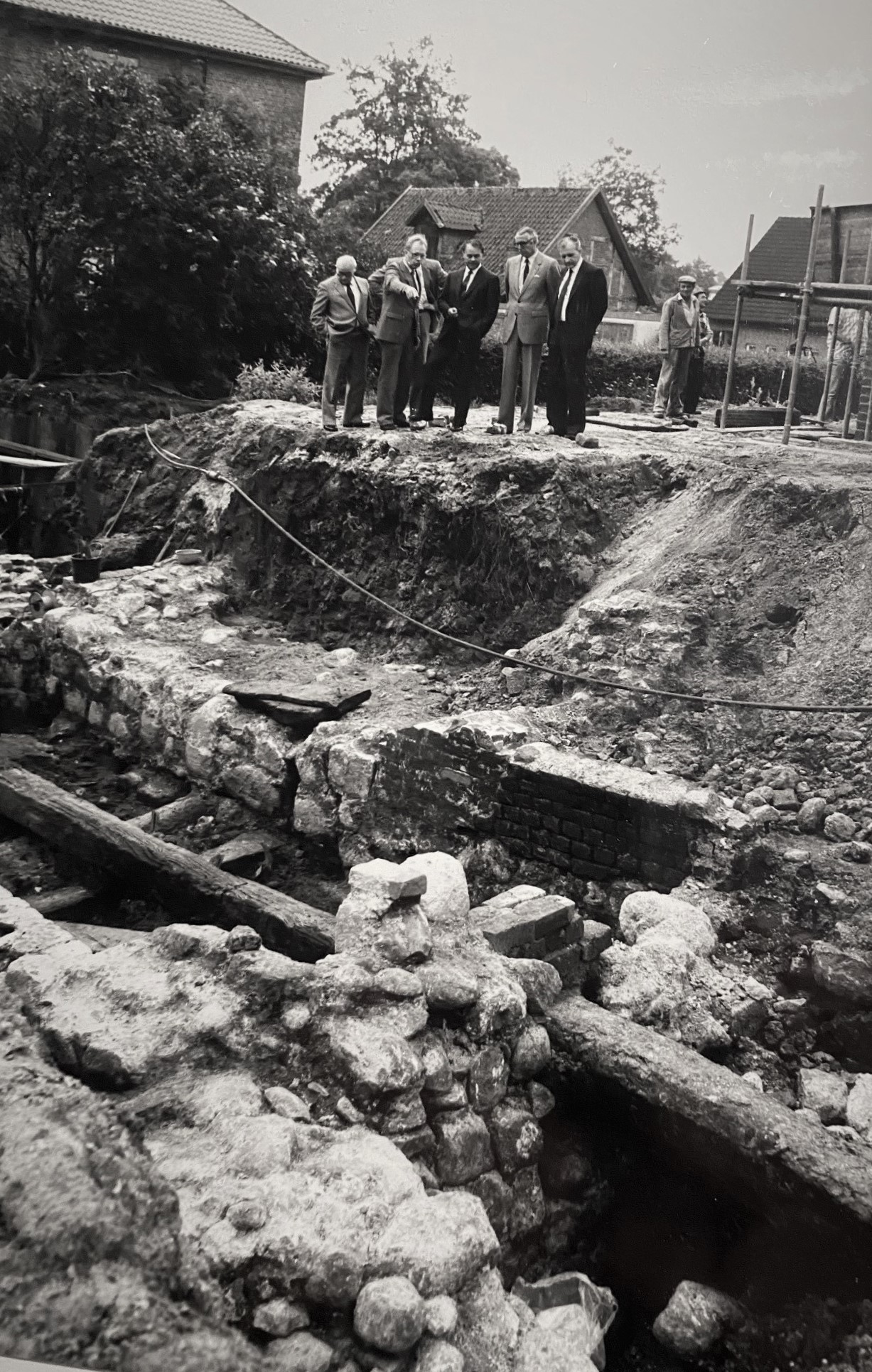
Wiederaufbau Burg Bederkesa, Baustellenbesichtigung 1981: (von links) Landrat Steffen, Kreisarchäologe Aust, Ministerpräsident Albrecht, Oberkreisdirektor Prieß, Regierungspräsident Becker

## Chronik
- Ende des 12. Jahrhunderts erste Holzgebäude am damaligen Randbereich des Bederkesaer Sees.
- 1222/25 Errichtung eines dreischiffigen Pfostenbaus von 9,25 × 15 m Größe
- 1265/68 Errichtung eines neuen Pfostenbaus an der Stelle des alten
- 1388 Nennung eines Bergfrieds.
- Um 1400 Bau eines Holzfundaments eines 9 × 9 m großen Turmes aus Backstein (?) im Bereich des Westflügels
- um 1400 letzter Bau einer Temburg („Motte“) auf dem aufgeschütteten Burgberg.
- 1412 Baumaßnahmen durch das Erzstift.
- 1421 Burg und Herrschaft Bederkesa in bremischem Besitz
- 1460 Bau des Südflügels (Bauinschrift heute über dem Haupteingang) durch die Stadt Bremen
- 1536 Bau des Nordflügels
- 1579 Errichtung des Mittelbaues
- 1602 Aufstellung des Rolandes auf einem gekuppelten Brunnen
- 1604 Veröffentlichung des Kupferstiches von Wilhelm Dilich (1571–1650), der die Burg von einem Wassergraben umgeben zeigt.
- 1612 Bau des Treppenturmes
- 1654 Einnahme der Burg durch den schwedischen Feldmarschall Hans Christoph von Königsmarck
- 1661 Schleifung der Befestigung (Wall mit Eckbastionen)
- 1735 Burg und Amt Bederkesa im Besitz von Kurhannover
- 1738 Kürzung des Südflügels mit Vorbau eines Wasch-, Back- und Brauhauses
- 1739 Abriss des Torhauses und des halben Nordflügels
- 1749 Abbruch des Treppenturmes
- 1881 Verkauf der Burg in Privatbesitz, Nutzung unter anderem als Gastwirtschaft und Hotel
- 1975/77 Ankauf der verfallenden Burg durch den Landkreis Wesermünde
- 1977–1983 Restaurierung und Wiederaufbau durch den Landkreis Cuxhaven
- Heute  befindet sich hier das Museum Burg Bederkesa als Kreismuseum für Natur- und Kulturgeschichte, die archäologische Denkmalpflege des Landkreises Cuxhaven und ein Restaurant.

## Siehe auch

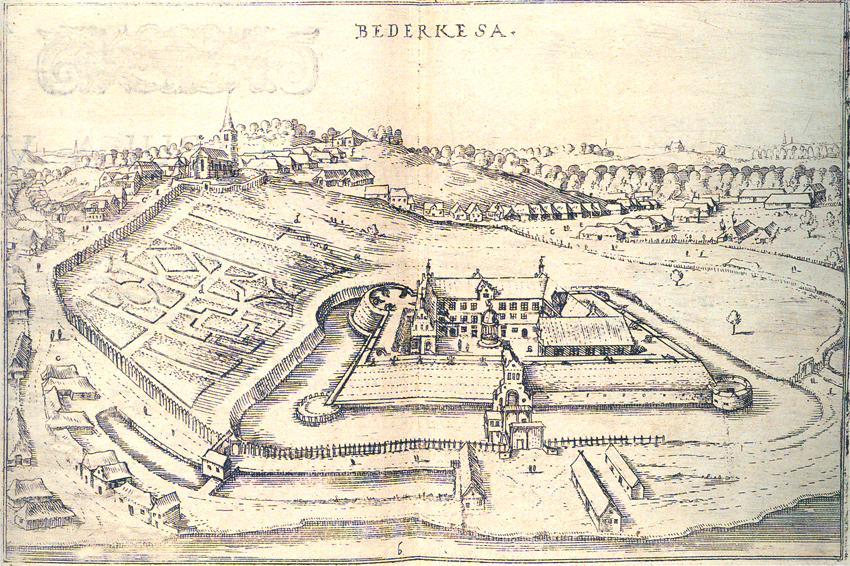
Burg, 1603, Bremer Chronik von Wilhelm Dilich
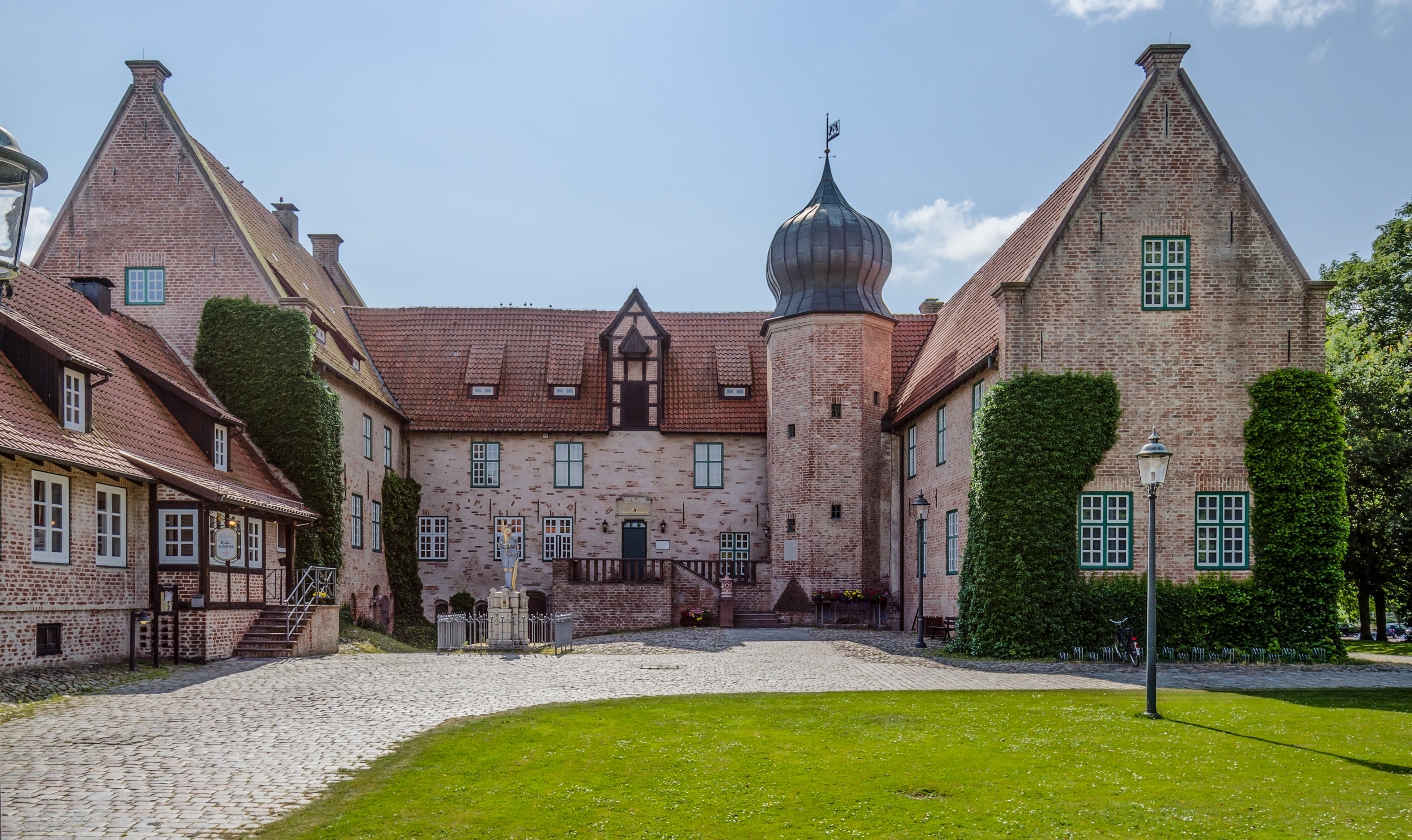
Innenhof
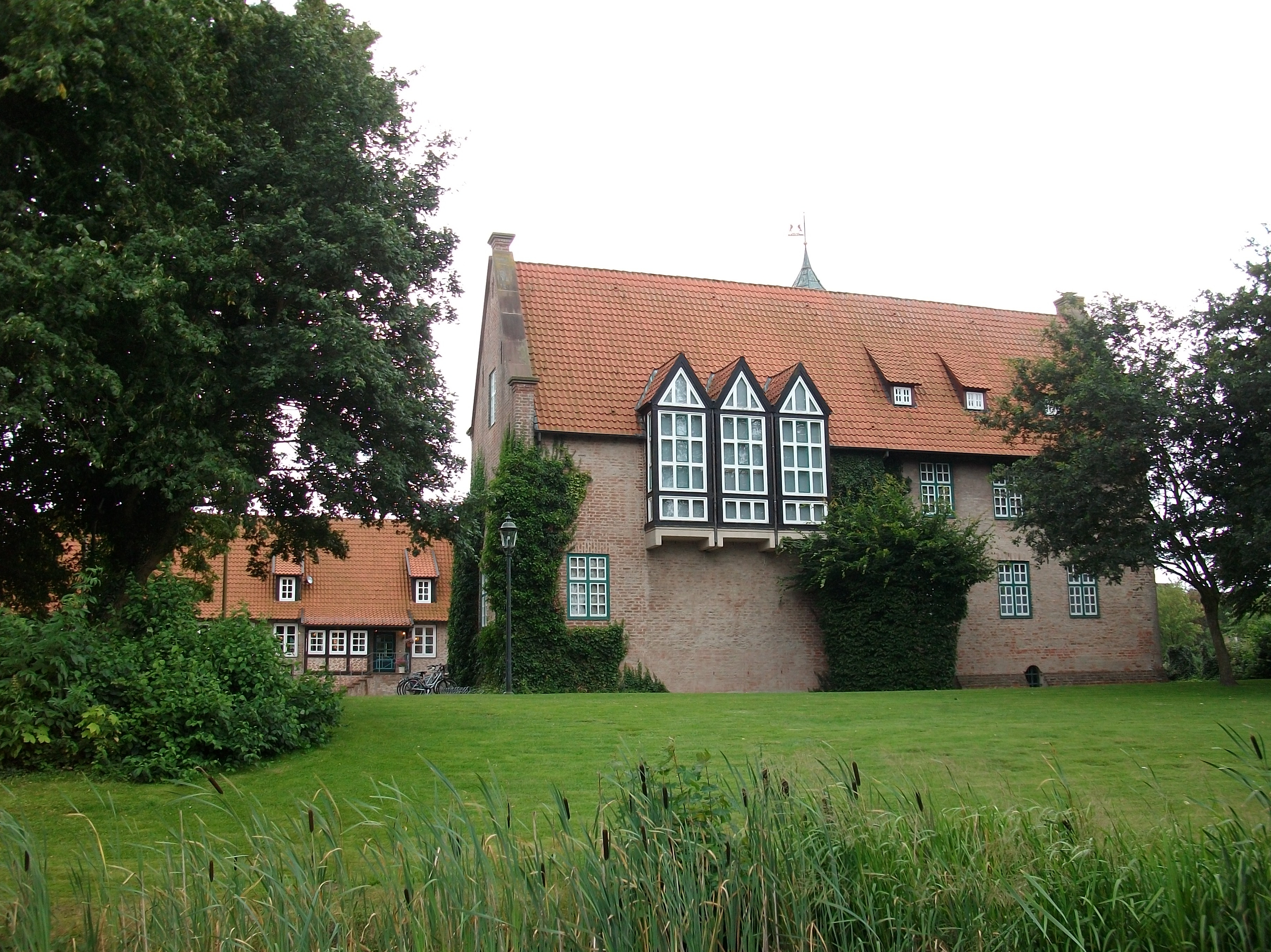
Seitenansicht
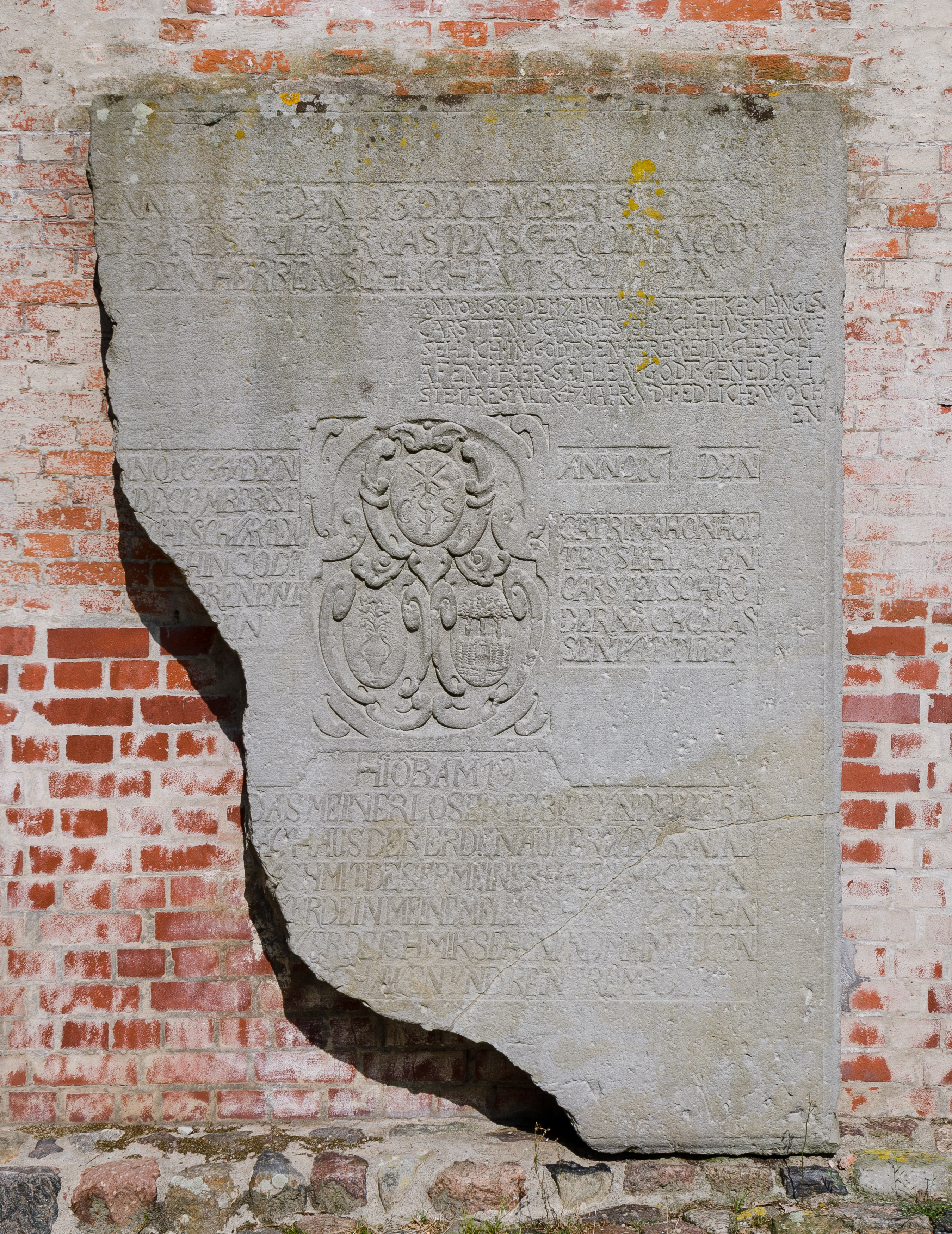
Steinplatte mit Inschrift auf dem Burggelände